# أوسترلاند
أوسترلاند هي قرية في مقاطعة شمال-هولندا بهولندا. وهي جزء من بلدية هولاندز كرون، وتقع حوالي 17 كيلومتر (11 ميل) جنوب شرق دن هيلدر. وفي الفترة من 1918 إلى 1923 كانت أوسترلاند مقر ولي العهد الألماني المنفي فيلهلم، ولي عهد ألمانيا.